# Littré Quiroga Arenas
Littré Quiroga Arenas (Santiago, 3 de febrero de 1881-¿?) fue un abogado y político chileno, miembro del Partido Radical (PR). Se desempeñó como diputado de la República en representación de la 22ª Circunscripción Departamental; Valdivia, La Unión, Villarrica y Río Bueno, por el periodo legislativo 1930-1934. En dicha instancia, presidió la Cámara de Diputados, desde noviembre de 1931 hasta diciembre de 1932. Posteriormente fue subsecretario del Trabajo, durante el gobierno del presidente Pedro Aguirre Cerda.

## Biografía

### Familia
Nació en Santiago de Chile, el 3 de febrero de 1881, hijo de José Carlos Quiroga y Jesús Arenas. Se casó con Laura Novoa Aguayo; y en segundo matrimonio, con Ernestina González Gutiérrez en Santiago, el 16 de mayo de 1940.

### Estudios y vida laboral
Cursó sus estudios primarios y secundarios en el Liceo de Concepción y continuó los superiores de Leyes en dicho establecimiento. Juró como abogado el 5 de septiembre de 1902; su tesis se tituló Elección y subrogación del Presidente de la República.
Entre sus actividades laborales, se desempeñó como redactor del diario El Sur de Concepción; de la misma manera ejerció como profesor de filosofía en la Universidad de Concepción. Fue también, presidente del Consejo del diario La Nación, y miembro de la «Sociedad Protectora de Estudiantes Pobres», y de la «Sociedad de Instrucción Primaria».

## Trayectoria política
Militó en el Partido Radical de Chile (PR). En las elecciones parlamentarias de 1930 fue electo diputado por la Vigesimosegunda Circunscripción Departamental, de Valdivia, La Unión, Villarrica y Río Bueno, por el período 1930-1934. Se desempeñó como presidente de la Cámara de Diputados, desde el 30 de noviembre de 1931 hasta el 19 de diciembre de 1932. Integró la Comisión Permanente de Legislación y Justicia. Debido a un golpe de Estado que estalló el 4 de junio de 1932, decretó, el día 6 de ese mes, la disolución del Congreso Nacional, lo que impidió concluir con su periodo parlamentario.
Una década después, fue nombrado por el presidente Pedro Aguirre Cerda, como secretario general del Consejo de Ministros. En el mismo gobierno, en 1940, fue nombrado como subsecretario del Trabajo; y en 1941, fiscal de la «Caja de Colonización».

## Obra escrita
- ——. Elección y subrogación del Presidente de la República (tesis), 1902. Concepción, Chile: Imprenta El Sur, 37 p.[1]